# Jaime Ortega y Olleta
Pour les articles homonymes, voir Jaime Ortega et Ortega.
Ortega y Olleta est un nom espagnol. Le premier nom de famille, en général paternel, est Ortega ; le second, en général maternel, souvent omis, est Olleta.
Jaime Ortega y Olleta, né à Tauste le 28 février 1816 et mort à Tortosa le 16 avril 1860, est un homme politique et militaire espagnol, plusieurs fois député au cours du règne d'Isabelle II et principal protagoniste du soulèvement carliste de Sant Carles de la Ràpita — surnommé ortegada en référence à lui —, à l'issue duquel il fut fusillé.